# 佐藤賢
佐藤 賢（さとう まさる、1981年12月6日 - ）は、山形県最上郡金山町出身の日本の元プロ野球選手（投手）。

## 経歴

### アマチュア時代
羽黒高等学校時代は県ベスト8止まり。2000年4月、明治大学に進学。なかなか芽が出なかったが、2003年4年時の春にサイドスローに転向し台頭。春季大会で全勝優勝目前の早稲田大学戦に先発し11奪三振の好投を見せ、自ら本塁打を放つなど打撃でも活躍。特にその年のドラフトの目玉であった鳥谷敬を完璧に封じ込み注目を集めた。
2003年のドラフト会議で、ヤクルトスワローズから6巡目で指名を受け入団。大学の同期から他に、牛田成樹、呉本成徳、岡本篤志が指名を受けて、明大から4人プロ入りした。

### プロ入り後
2004年
手薄な左の中継ぎとして期待を受けたが、キャンプ中にソバアレルギーで倒れ病院へ搬送される（後述）。幸い一命は取りとめ、練習にも復帰。3月16日のオープン戦では2回無失点の好投を見せて復活を印象付けた。開幕は二軍で迎えたが、4月30日に一軍初登録。5月2日の阪神タイガース戦、8回裏6点ビハインドの場面で初登板し、1回を1奪三振の無失点で切り抜けた。最終的には、一軍で21試合に登板。防御率は5.24ながらも、キレの良い変化球で台頭した。フレッシュオールスターゲームにも出場し、1イニング2奪三振の無失点の好投を見せている。
2005年
オフにアリゾナで減量に取り組んだこともあって、引き締まった体でキャンプイン。初の開幕一軍でシーズンを迎えると、負け試合や点差の開いたゲームの中継ぎとして、計32試合に登板し、防御率3.12と前年以上の成績を残した。しかし一年通しての一軍定着はならなかった。
2006年
キャンプ・オープン戦と好調を維持し、開幕こそ一軍で迎えたが、4月27日に二軍降格。二軍で成績を残せず、9月16日にようやく一軍に昇格。最終的に13試合に登板。一軍の防御率は自己最高の2.63だった。
2007年
3年続けて開幕一軍でシーズンを迎え、開幕戦にも登板。しかし登板した4試合全てでヒットを打たれ、4月12日に二軍降格。9月4日に一軍復帰を果たしたが、復帰後も成績を残せずに、9月26日に再度抹消。そのまま二軍登録でシーズン終了。最終的にはプロ入り後自己最少の9試合登板に留まり、防御率も7.50に終わる。秋季キャンプでは巻き返しを期し、アンダースロー転向の練習も行っていたが、最終的にはサイドスローに戻している。
2008年
4年連続の開幕一軍入り。中継ぎ左腕が手薄になっているというチーム事情もあり勝ち試合・接戦での起用が増えて、3月30日神宮での読売ジャイアンツ戦にて、5年目にして念願のプロ入り初勝利をあげた。
2009年
5年連続の開幕一軍入り。3試合に登板したが、左ひじ痛を訴えて4月11日に登録抹消。検査の結果、「左ひじ靭帯断裂」と診断され、シーズンの残りを棒に振る。
2010年
昨年の怪我から復帰し、8月28日に久々に一軍のマウンドに上がる。
2011年
一軍に2試合登板したが、10月9日、戦力外通告を受ける。11月1日、任意引退選手として公示され、同球団のスコアラー兼任打撃投手に転身した。

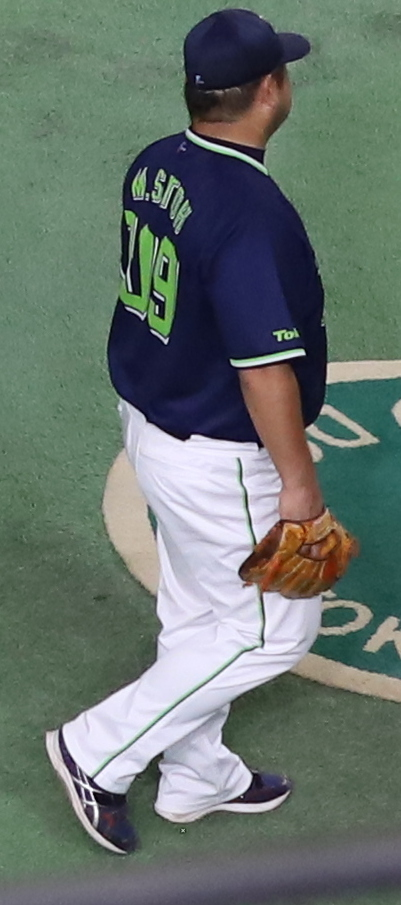
打撃投手時代
(2018年9月21日)

## 人物・エピソード

### 家族
実家は米（つや姫）の契約栽培を手がける農家である。2006年7月7日に一回り年上の一般女性と入籍。2007年8月に生まれた長女と2009年12月に生まれた長男の4人家族。

### 愛称
眼鏡をかけ、太作りでユーモラスな風貌から、プロ入り直後は「球界の高見盛」の愛称で報道されていた。大学時代は出身高校と体格から、「羽黒山」と呼ばれることもあった。球団公式サイトのプロフィールによると、チームメイトからはなぎら健壱に似ているとの理由から「なぎらさん」などとも呼ばれている。

### 食と体格
食と体格にまつわる逸話の多い人物である。小学校の頃には、野球選手ではなく力士になるのが夢であった。学校の相撲大会ではとても良い成績だったという。また現在も、下半身強化に四股を踏む姿がスポーツ紙に掲載されている。
ドラフト指名直後の身体測定で、体重103kg、体脂肪率27%（日本球界の平均は13~15%）と診断された。前後して同い年の吉川輝昭（横浜、身長185cm）も95kg、体脂肪率30%と診断され、球界内外に話題・波紋を呼んだ。プロ入り後はトレーニングによって痩せているが、佐藤自身が選手名鑑などで明かしているように、中華料理を中心とした「食べ歩き」が趣味であることから、結婚前はシーズン中に太ってしまうこともあった。
入団一年目でのキャンプ中、入浴中にアナフィラキシー・ショックなどを起こし緊急入院。症状は深刻で、急激・極端な血圧低下で生命の危機が憂慮されたことも報道された。原因はソバアレルギーで、以前一度発作歴があったにかかわらず、この日キャンプの食事でソバに箸をつけたこと（佐藤本人は自分がソバアレルギーであることを自覚していなかった）。後日球団から選手契約条件に「ソバ・あるいはソバを含む食品は一切食べない」ことを付記された。
打撃投手となった2018年、ベンチ裏の食事会場でミートソースのパスタを注文したが、調理担当者に「豚丼ですね」と間違われた。

## 詳細情報

### 年度別投手成績
| 年 度     | 球 団     | 登 板 | 先 発 | 完 投 | 完 封 | 無 四 球 | 勝 利 | 敗 戦 | セ 丨 ブ | ホ 丨 ル ド | 勝 率 | 打 者 | 投 球 回 | 被 安 打 | 被 本 塁 打 | 与 四 球 | 敬 遠 | 与 死 球 | 奪 三 振 | 暴 投 | ボ 丨 ク | 失 点 | 自 責 点 | 防 御 率 | W H I P |
| --------- | --------- | ----- | ----- | ----- | ----- | -------- | ----- | ----- | -------- | ----------- | ----- | ----- | -------- | -------- | ----------- | -------- | ----- | -------- | -------- | ----- | -------- | ----- | -------- | -------- | ------- |
| 2004      | ヤクルト  | 21    | 0     | 0     | 0     | 0        | 0     | 0     | 0        | --          | ----  | 103   | 22.1     | 25       | 5           | 11       | 0     | 2        | 23       | 2     | 0        | 14    | 13       | 5.24     | 1.61    |
| 2005      | ヤクルト  | 32    | 0     | 0     | 0     | 0        | 0     | 0     | 0        | 4           | ----  | 108   | 25.2     | 25       | 1           | 9        | 0     | 1        | 27       | 0     | 0        | 9     | 9        | 3.16     | 1.32    |
| 2006      | ヤクルト  | 13    | 0     | 0     | 0     | 0        | 0     | 1     | 0        | 1           | .000  | 58    | 13.2     | 10       | 1           | 7        | 0     | 1        | 14       | 0     | 0        | 7     | 4        | 2.63     | 1.24    |
| 2007      | ヤクルト  | 9     | 0     | 0     | 0     | 0        | 0     | 0     | 0        | 1           | ----  | 31    | 6.0      | 9        | 1           | 3        | 0     | 1        | 6        | 0     | 0        | 5     | 5        | 7.50     | 2.00    |
| 2008      | ヤクルト  | 24    | 0     | 0     | 0     | 0        | 1     | 0     | 0        | 3           | 1.000 | 73    | 16.2     | 19       | 0           | 7        | 1     | 1        | 14       | 2     | 0        | 6     | 6        | 3.24     | 1.56    |
| 2009      | ヤクルト  | 3     | 0     | 0     | 0     | 0        | 0     | 0     | 0        | 1           | ----  | 14    | 4.0      | 3        | 0           | 0        | 0     | 1        | 5        | 2     | 0        | 2     | 2        | 4.50     | 0.75    |
| 2010      | ヤクルト  | 1     | 0     | 0     | 0     | 0        | 0     | 0     | 0        | 0           | ----  | 4     | 0.2      | 3        | 0           | 0        | 0     | 0        | 0        | 0     | 0        | 1     | 1        | 13.50    | 5.00    |
| 2011      | ヤクルト  | 2     | 0     | 0     | 0     | 0        | 0     | 0     | 0        | 0           | ----  | 9     | 2.1      | 1        | 0           | 1        | 0     | 0        | 2        | 0     | 0        | 0     | 0        | 0.00     | 0.87    |
| 通算：8年 | 通算：8年 | 105   | 0     | 0     | 0     | 0        | 1     | 1     | 0        | 10          | .500  | 400   | 91.1     | 95       | 8           | 38       | 1     | 7        | 91       | 6     | 0        | 44    | 40       | 3.94     | 1.46    |

### 記録
- 初登板：2004年5月2日、対阪神タイガース6回戦（阪神甲子園球場)、8回裏に5番手で救援登板・完了、1回無失点
- 初奪三振：同上、8回裏に金本知憲から見逃し三振
- 初ホールド：2005年4月13日、対横浜ベイスターズ1回戦（横浜スタジアム）、7回裏無死に2番手で救援登板、2/3回無失点
- 初勝利：2008年3月30日、対読売ジャイアンツ3回戦（明治神宮野球場）、6回表2死に3番手で救援登板、1/3回無失点

### 背番号
- 13 （2004年 - 2011年）
- 109 （2012年 - ）[4]